# Gesimundo (século V)
Gesimundo ou Gensimundo (em latim: Ge(n)simundus; fl. c. 430 ou 440) foi um nobre ostrogótico ativo no início do século V. De origem desconhecida, foi um filho-em-armas dos membros da dinastia dos Amalos e a ele foi oferecido o trono gótico, embora tenha recusado em detrimento dos três herdeiros legítimos, os irmãos Videmiro, Teodomiro e Valamiro, que ainda eram crianças. Sua atitude teria sido louvada pelos Amalos. Segundo os autores da Prosopografia do Império Romano Tardio e o historiador Hyun Jin Kim provavelmente pode ser identificado com Gesimundo, filho de Hunimundo, o Velho.